# پیتر هیتچنز

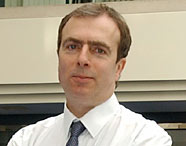
پیتر جاناتان

پیتر جاناتان هیتچنز (انگلیسی: Peter Jonathan Hitchens؛ متولد ۲۸ اکتبر ۱۹۵۱) روزنامه‌نگار و نویسنده انگلیسی است. هیتچنز برای روزنامهٔ خبر یکشنبه می‌نویسد و خبرنگار خارجی سابق در مسکو و واشینگتن بود. او در پرسپکتاتور، دی امریکن کنسروتیو، گاردین , نخستین چیز , پرسپکتاتور و نیو استیتسمن همکاری کرده‌است.
هیتچنس فعالیت سیاسی خود را به عنوان یک سوسیالیست انقلابی آغاز نمود، اما اکنون خود را یک محافظه کار بُرکی توصیف می‌کند. سبک بحث و گفتگوی تقابل‌آمیز و بحث‌برانگیزش، اغلب او را به چهره‌ای جنجالی تبدیل می‌کند.
او به شدت از حزب محافظه‌کار مدرن انگلستان انتقاد می‌کند و با بسیاری از سیاست‌های آن‌ها، از جمله مدیریت این حزب در مورد بیماری همه‌گیر کرونا مخالفت کرده‌است. هیتچنز ۹ کتاب از جمله "الغای انگلیس"، "خشم علیه خدا " و "جنگی که هرگز نبردیم" را منتشر کرده‌است. آخرین کتاب وی پیروزی فیونی است .